# 小克维伊
小克维伊（法語：Le Petit-Quevilly，法語發音：[lə pəti kəviji]），法国西北部城市，诺曼底大区滨海塞纳省的一个市镇，隶属于鲁昂区，其市镇面积为4.35平方公里，2022年1月1日时人口数量为21,935人，在法国城市中排名第412位。
小克维伊位于滨海塞纳省南部，鲁昂市区西南部，塞纳河左岸，是鲁昂的一个近郊卫星城，也是鲁昂都会区的组成部分，克维伊鲁昂体育俱乐部的主场位于其境内。

## 地名来源
“克维伊”一名的来源尚存在争议。法国史学家玛里亚娜·米隆（Marianne Mulon）认为该名称出自人名，其原拼写可能为高卢语“Cabillus”或拉丁语“Capellus”；另一位史学家米歇尔·克罗格内克（Michel Croguennec）则认为该名称最初于公元12世纪以“Chevilly”的形式被记载，但其出处尚有待进一步考证。“小”实指与首府鲁昂之间的距离，该地北侧与鲁昂隔塞纳河相望，相对应的，“大克维伊”位于小克维伊南侧，后者与鲁昂之间的距离是小克维伊的两倍以上。
因“小”在法语文化中带有一定程度的贬义，1930年，小克维伊市政府曾提出将“Le Petit-Quevilly”更名为“Quevilly-lès-Rouen”的计划，但最终未能实施。
此外，因翻译标准不同，“Quevilly”一名在部分汉语文献中被译为奎维利。

## 历史

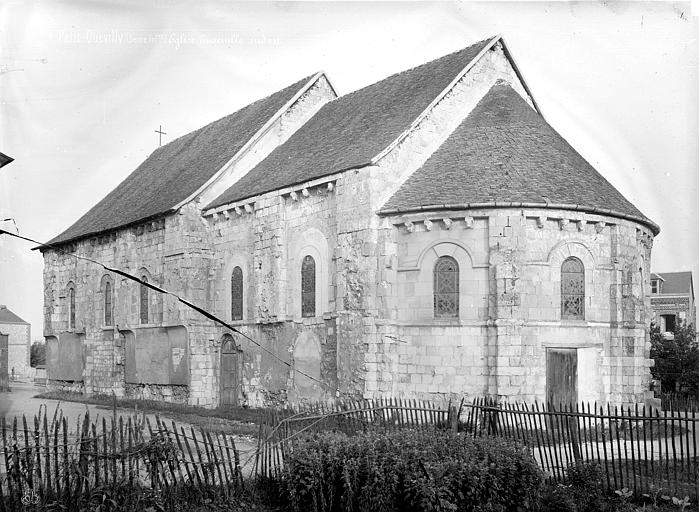
18世纪末的圣朱利安小教堂

小克维伊的早期历史尚不清楚，根据现有的历史资料推断，当地最初的人类聚落出现于公元10世纪，彼时该区域被森林占据，一些诺曼底贵族曾在此地狩猎。12世纪时，小克维伊已成为一个三百人口的农业村落，其镇中心建成了圣朱利安小教堂。1509年，小克维伊成为一个堂区，当地建成了圣伯多禄教堂。法国大革命后，小克维伊成为内塞纳省（1955年更名为“滨海塞纳省”）的一个市镇。工业革命期间，随着鲁昂的城市扩张以及塞纳河航道的整治，小克维伊逐渐发展成为鲁昂的一个近郊卫星城，当地出现了多处工业园区，其人口数量亦快速增加。1857年，拿破仑三世与其伴侣欧珍妮·德·蒙提荷曾参观小克维伊。1888年，因工业区铁路的建设，小克维伊靠近塞纳河的区域被划入鲁昂的市镇管辖范围，小克维伊至此不再与塞纳河接壤。第二次世界大战期间，小克维伊境内曾出现民间抵抗运动组织，后于1943年被纳粹德军捣毁。二战后，小克维伊境内出现了新兴居民区，途径小克维伊的鲁昂有轨电车于1994年建成运行。

## 地理

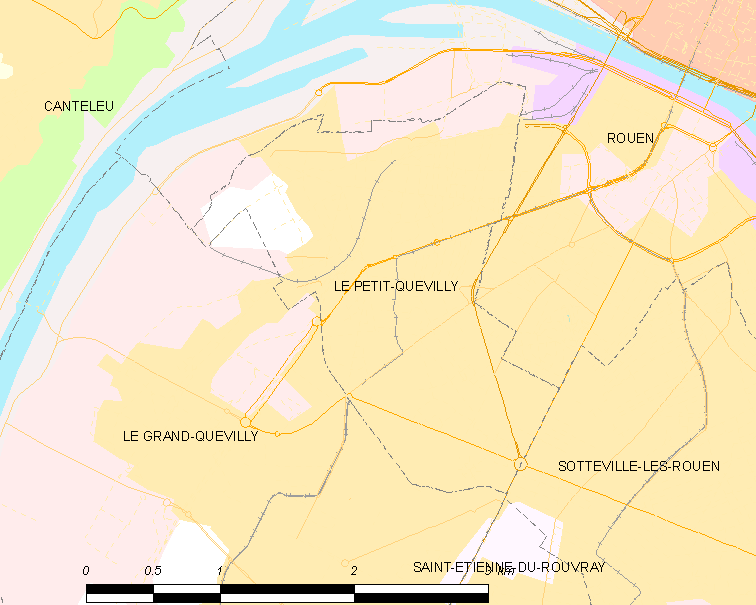
小克维伊市镇范围地图

小克维伊位于法国西北部，诺曼底大区东部和滨海塞纳省中南部，距离省会鲁昂大约5公里。与小克维伊接壤的市镇包括：鲁昂、大克维伊、索特维尔莱鲁昂。

### 地形
小克维伊位于塞纳河下游平原腹地，境内以平原为主，市镇中心地势较为平坦，南部略高，全境海拔在3到33米之间。

### 水文
小克维伊位于塞纳河流域，塞纳河河畔区域自1888年起被划入鲁昂的市镇管辖范围，除此之外小克维伊境内无大型天然地表径流。

### 植被
小克维伊属于温带阔叶混交林区，市区内的主要绿地公园包括沙尔特勒公园（Parc des Chartreux）、元帅公园（Parc des Maréchaux）等，均常年免费向公众开放。
在鲜花城市的评比中，小克维伊暂未被评级。

### 气候
小克维伊在柯本气候分类法中属于温带海洋性气候。
距离小克维伊最近的常年气象站位于鲁昂境内，以下为该气象站的数据（其中日照数据取自博镇）：
| 鲁昂 1981年－2019年 | 鲁昂 1981年－2019年 | 鲁昂 1981年－2019年 | 鲁昂 1981年－2019年 | 鲁昂 1981年－2019年 | 鲁昂 1981年－2019年 | 鲁昂 1981年－2019年 | 鲁昂 1981年－2019年 | 鲁昂 1981年－2019年 | 鲁昂 1981年－2019年 | 鲁昂 1981年－2019年 | 鲁昂 1981年－2019年 | 鲁昂 1981年－2019年 | 鲁昂 1981年－2019年 |
| 月份                | 1月                 | 2月                 | 3月                 | 4月                 | 5月                 | 6月                 | 7月                 | 8月                 | 9月                 | 10月                | 11月                | 12月                | 全年                |
| ------------------- | ------------------- | ------------------- | ------------------- | ------------------- | ------------------- | ------------------- | ------------------- | ------------------- | ------------------- | ------------------- | ------------------- | ------------------- | ------------------- |
| 历史最高温 °C（°F） | 16.5 (61.7)         | 22 (72)             | 26 (79)             | 28.5 (83.3)         | 33.5 (92.3)         | 38.3 (100.9)        | 40.9 (105.6)        | 40.2 (104.4)        | 35 (95)             | 31 (88)             | 22.5 (72.5)         | 17.2 (63.0)         | 40.9 (105.6)        |
| 平均高温 °C（°F）   | 8.1 (46.6)          | 9.2 (48.6)          | 12.9 (55.2)         | 16.1 (61.0)         | 20 (68)             | 23.1 (73.6)         | 25.4 (77.7)         | 25.2 (77.4)         | 21.8 (71.2)         | 17 (63)             | 11.6 (52.9)         | 8.3 (46.9)          | 16.6 (61.9)         |
| 日均气温 °C（°F）   | 5.2 (41.4)          | 5.7 (42.3)          | 8.6 (47.5)          | 11 (52)             | 14.7 (58.5)         | 17.7 (63.9)         | 19.8 (67.6)         | 19.6 (67.3)         | 16.6 (61.9)         | 12.9 (55.2)         | 8.3 (46.9)          | 5.6 (42.1)          | 12.1 (53.8)         |
| 平均低温 °C（°F）   | 2.3 (36.1)          | 2.1 (35.8)          | 4.3 (39.7)          | 5.9 (42.6)          | 9.4 (48.9)          | 12.3 (54.1)         | 14.3 (57.7)         | 14 (57)             | 11.4 (52.5)         | 8.8 (47.8)          | 5 (41)              | 2.8 (37.0)          | 7.7 (45.9)          |
| 历史最低温 °C（°F） | −17 (1)             | −12.2 (10.0)        | −6.1 (21.0)         | −3 (27)             | 0 (32)              | 2.3 (36.1)          | 7.5 (45.5)          | 6 (43)              | 3.1 (37.6)          | −3.5 (25.7)         | −6.6 (20.1)         | −11 (12)            | −17 (1)             |
| 平均降水量 mm（）   | 72 (2.8)            | 58.6 (2.31)         | 61 (2.4)            | 56 (2.2)            | 69.8 (2.75)         | 59.1 (2.33)         | 63.2 (2.49)         | 58.4 (2.30)         | 65 (2.6)            | 79.7 (3.14)         | 72.4 (2.85)         | 90 (3.5)            | 805.2 (31.70)       |
| 月均日照時數        | 58.6                | 74.5                | 117.4               | 158                 | 182.8               | 202.2               | 199.2               | 191.8               | 156.1               | 107.8               | 60                  | 49.2                | 1,557.6             |
| 来源：infoclimat.fr |                     |                     |                     |                     |                     |                     |                     |                     |                     |                     |                     |                     |                     |

## 行政区划
小克维伊的市镇编号为76498，邮政编号为76140。
在行政管理方面，小克维伊隶属于法国诺曼底大区滨海塞纳省鲁昂区；在地方选举方面，小克维伊是小克维伊县的中央投票站所在地，其市镇范围全境被划入滨海塞纳省第三选区；在社会管理方面，小克维伊是鲁昂诺曼底都会区的组成部分。
小克维伊市镇被划为数个街区，其中游泳池街区（Quartier de La Piscine）为法国优先城市街区（ZUP）。
法国国家统计与经济研究所（简称）在进行数据统计时，将小克维伊及相邻的另外49个市镇设为鲁昂城市核心区，并将包括核心区在内的周边共277个市镇划为鲁昂城市区。自2020年起，鲁昂城市区被包含317个市镇的鲁昂城市辐射区代替。此外，还将小克维伊市镇分为了12个“块区”（IRIS），以便于统计人口分布情况。

## 交通

### 公路
法国国道N338线和滨海塞纳省省道D94线、D938线等在小克维伊境内交汇，诺曼底大区下属的城际客运提供巴士线路，可前往周边部分市镇。
|  | 9 |

| 鲁昂 | 5 |

| 达尔内塔勒 | 8 |

| 埃尔伯夫 | 19 |

2018年，67.5%的小克维伊家庭拥有至少一辆私人汽车。2019年，小克维伊境内共发生各类交通事故15起，造成1人遇难，16人受伤。

### 铁路

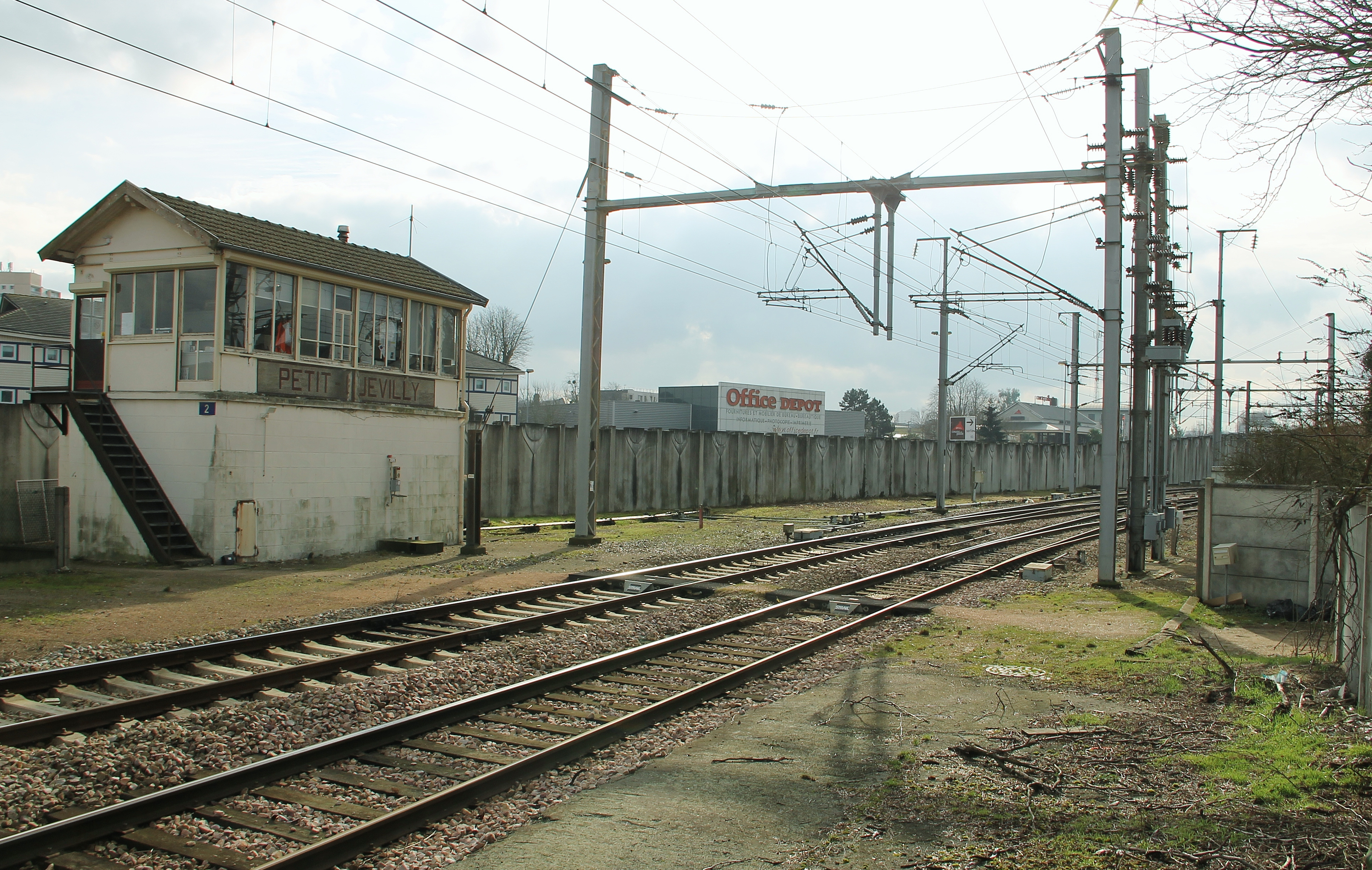
途径小克维伊的工业区铁路线

小克维伊位于鲁昂－小库罗讷铁路上，该铁路为货运铁路，供鲁昂附近的工业区使用。小克维伊距离鲁昂右岸站大约5公里，该站停靠前往巴黎、勒阿弗尔、卡昂、亚眠和迪耶普五个方向的区域列车。

### 航空
距离小克维伊最近的民用航空站为博韦-蒂耶机场，距离小克维伊市中心的公路里程约88公里。

### 城市公共交通
小克维伊是鲁昂城市公共交通（商业名称为）的服务范围，后者是鲁昂都会区的城市公共交通系统。截至2022年6月，该系统共包括一条有轨电车线路和数十条公交线路，其中有轨电车M线和公交F1线、T4线、T54线、6路和41路经过了小克维伊市区。

## 政治

### 市政内阁

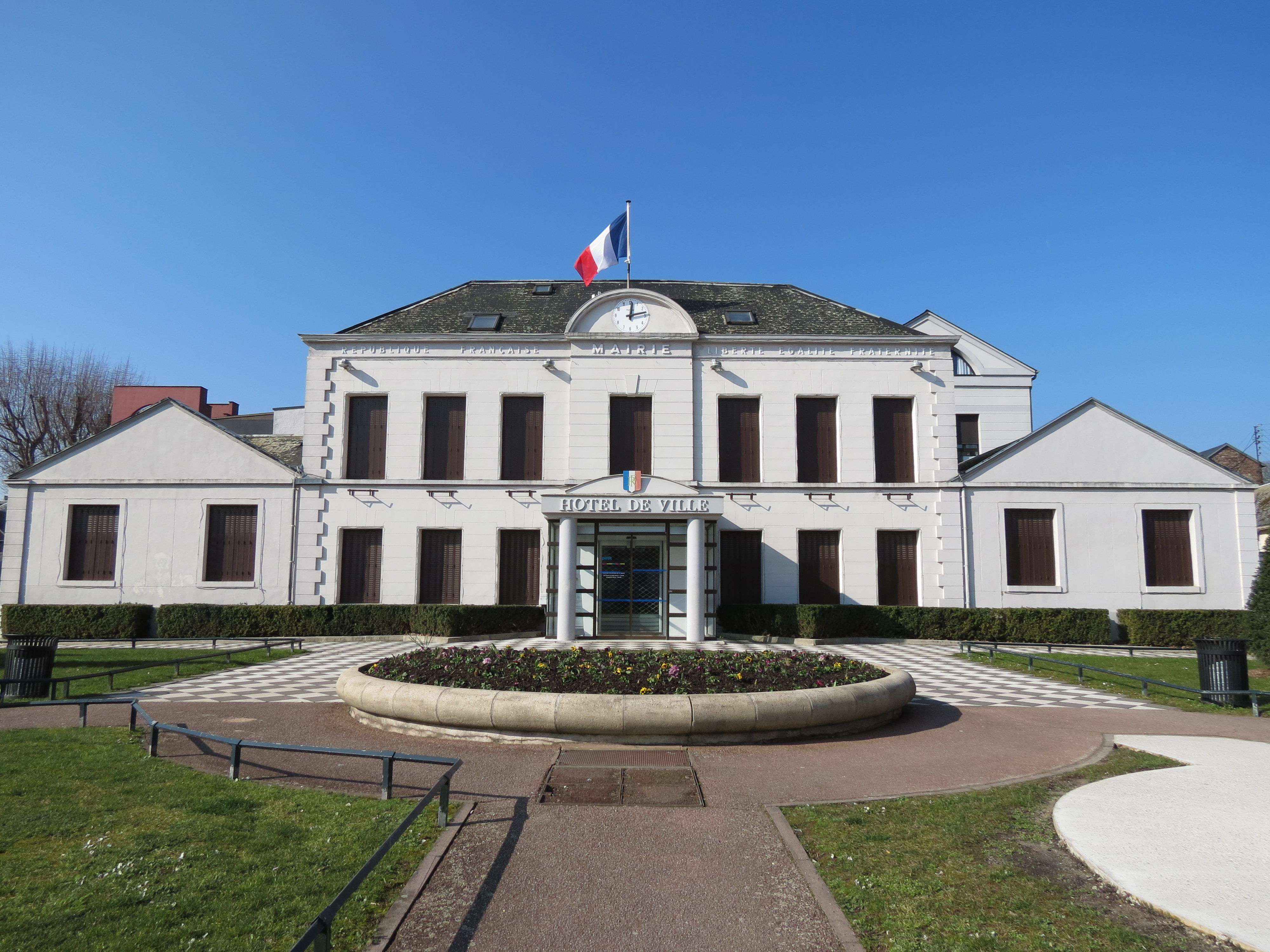
小克维伊市政厅

小克维伊的现任市长为夏洛特·古容女士（Charlotte GOUJON），她是社会党的一名成员，在2020年的市政选举中获得了56.19%的支持率。
| 小克维伊历届市长 | 小克维伊历届市长                      | 小克维伊历届市长 |
| 任期             | 市长                                  | 党派             |
| ---------------- | ------------------------------------- | ---------------- |
| 1944年－1945年   | Marcel LONGUET 马塞尔·隆盖            | 不详             |
| 1945年－1967年   | Martial SPINNEWEBER 马夏尔·施平纳韦伯 | PCF法国共产党    |
| 1967年－1983年   | Henri LEVILLAIN 亨利·勒维兰           | PCF法国共产党    |
| 1983年－1989年   | Robert PAGÈS 罗贝尔·帕热斯            | PCF法国共产党    |
| 1989年－2001年   | François ZIMERAY 弗朗索瓦·齐默赖      | PS社会党         |
| 2001年－2019年   | Frédéric SANCHEZ 弗雷德里克·桑谢兹    | PS社会党         |
| 2019年－         | Charlotte GOUJON 夏洛特·古容          | PS社会党         |

### 各级选举
| 小克维伊历届投票选举结果 | 小克维伊历届投票选举结果 | 小克维伊历届投票选举结果 | 小克维伊历届投票选举结果 | 小克维伊历届投票选举结果  | 小克维伊历届投票选举结果 | 小克维伊历届投票选举结果 | 小克维伊历届投票选举结果  | 小克维伊历届投票选举结果 | 小克维伊历届投票选举结果 |
| 选举项目                 | 选举范围                 | 选区单位                 | 选举结果                 | 选举结果                  | 选举结果                 | 选举结果                 | 选举结果                  | 选举结果                 | 参考资料                 |
| 选举项目                 | 选举范围                 | 选区单位                 | 第一轮胜出者             | 第一轮胜出者              | 支持率                   | 第二轮胜出者             | 第二轮胜出者              | 支持率                   | 参考资料                 |
| ------------------------ | ------------------------ | ------------------------ | ------------------------ | ------------------------- | ------------------------ | ------------------------ | ------------------------- | ------------------------ | ------------------------ |
| 2017年法國總統選舉       | 法國                     | 市镇                     |                          | 让-吕克·梅朗雄            | 30.63%                   |                          | 埃马纽埃尔·马克龙         | 63.73%                   | [ 24 ]                   |
| 2017年法国立法选举       | 滨海塞纳省第三选区       | 市镇                     |                          | 西里尔·格勒诺             | 26.99%                   |                          | 于贝尔·维尔夫朗           | 56.11%                   | [ 24 ]                   |
| 2019年欧洲议会选举       | 法國                     | 市镇                     |                          | 若尔当·巴尔代拉           | 26.77%                   | （不适用）               | （不适用）                | （不适用）               | [ 26 ]                   |
| 2021年法国省级选举       | 滨海塞纳省               | 县                       |                          | 皮埃尔·卡雷尔 夏洛特·古容 | 49.02%                   |                          | 皮埃尔·卡雷尔 夏洛特·古容 | 73.74%                   | [ 27 ]                   |
| 2021年法国省级选举       | 滨海塞纳省               | 市镇                     |                          | 皮埃尔·卡雷尔 夏洛特·古容 | 50.37%                   |                          | 皮埃尔·卡雷尔 夏洛特·古容 | 70.78%                   | [ 27 ]                   |
| 2021年法国大区选举       |                          | 市镇                     |                          | 梅朗妮·布朗热             | 26.36%                   |                          | 梅朗妮·布朗热             | 40.48%                   | [ 28 ]                   |
| 2022年法国总统选举       | 法國                     | 市镇                     |                          | 让-吕克·梅朗雄            | 34.66%                   |                          | 埃马纽埃尔·马克龙         | 58.59%                   | [ 24 ]                   |
| 2022年法国立法选举       | 滨海塞纳省第三选区       | 市镇                     |                          | 于贝尔·维尔夫朗           | 36.17%                   |                          | 于贝尔·维尔夫朗           | 66.05%                   | [ 24 ]                   |

## 人口
2019年，小克维伊市镇人口数量为22,000，在法国排名第412位。其中男性10,374人，女性11,626人，75岁及以上人口占6.3%，外籍人口数量为2,415人，人口密度为5,057人/平方公里，当地居民被称为（男性）或（女性）。2020年，小克维伊境内出生300人，死亡人口188人。
| 小克维伊1901年－2019年人口变化情况 |
|                                    |
| 数据来源：Cassini、INSEE           |

## 经济

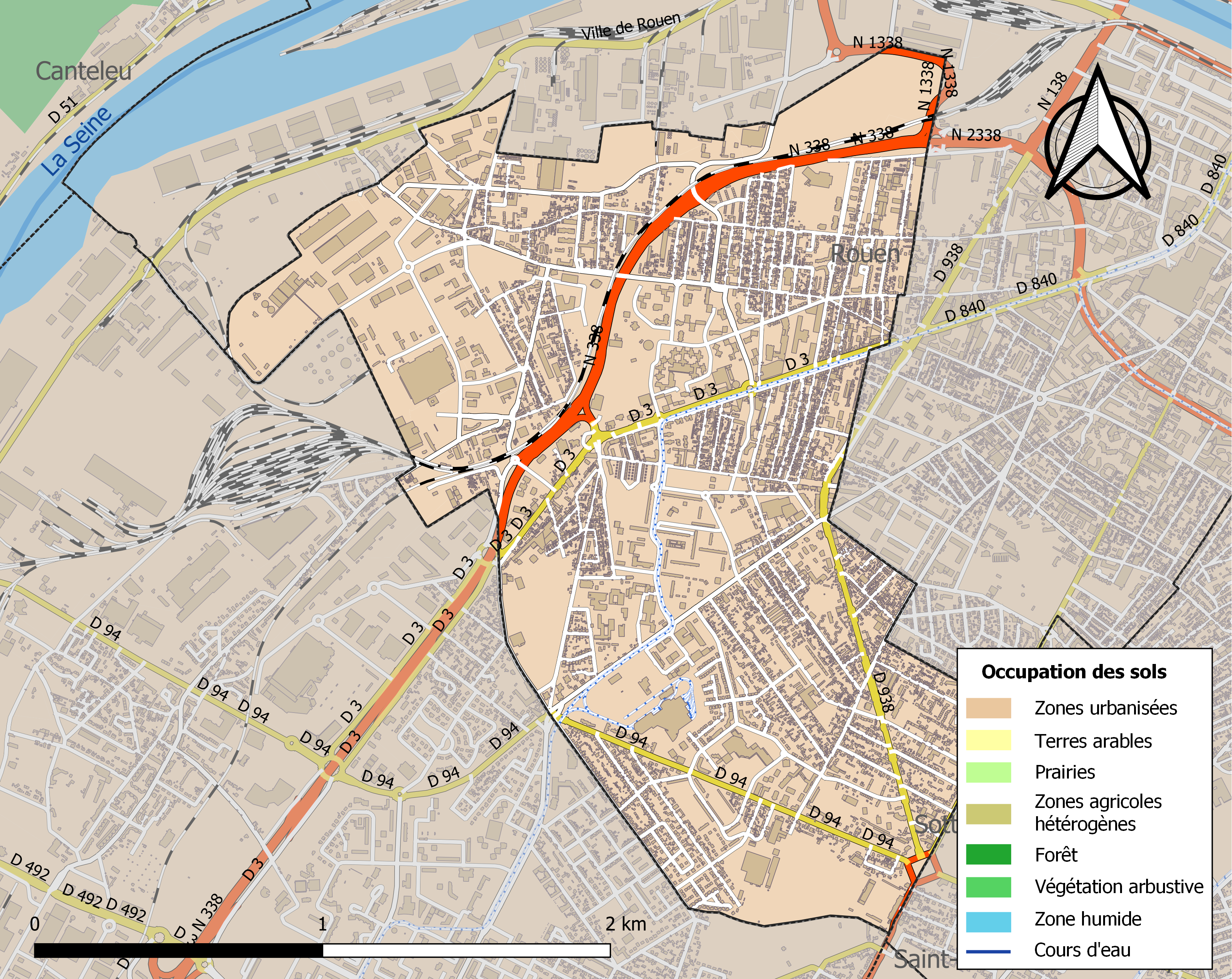
小克维伊土地利用情况地图

小克维伊是鲁昂的一个近郊卫星城。截止2022年6月，小克维伊市镇范围内共有各类用人单位（包含自雇）2,431家，平均历史为12年，其中98.21%为中小型企业（PME），2022年4月至6月间，当地的经济活力指数为1.23%。（民用建筑）、（金属部件）及（肉制品销售）是当地2021年营业额最高的三个企业，分别为78,076,076欧元16,380,095欧元和8,796,074欧元。

## 财政与居民收入
2020年，小克维伊的财政收入总额为28,345,500欧元，财政支出总额为23,571,600欧元，当年的债务总额为10,281,800欧元。2021年，小克维伊共获得7,628,386欧元的国家财政补助，比上一年增加了1.23%。
2019年，小克维伊的人均月收入总额为2,008欧元，其中高级职员为3,129欧元，低于法国平均水平（4,230欧元）；中级职员为2,283欧元，低于法国平均水平（2,411欧元）；普通职员为1,695欧元，亦低于法国平均水平（1,740欧元）。
2018年，小克维伊境内的青壮年（15至64岁）失业率为20.2%，当地39.4%的家庭拥有纳税资格，平均纳税1,742欧元，低于法国平均水平（3,910欧元）。

## 社会事务

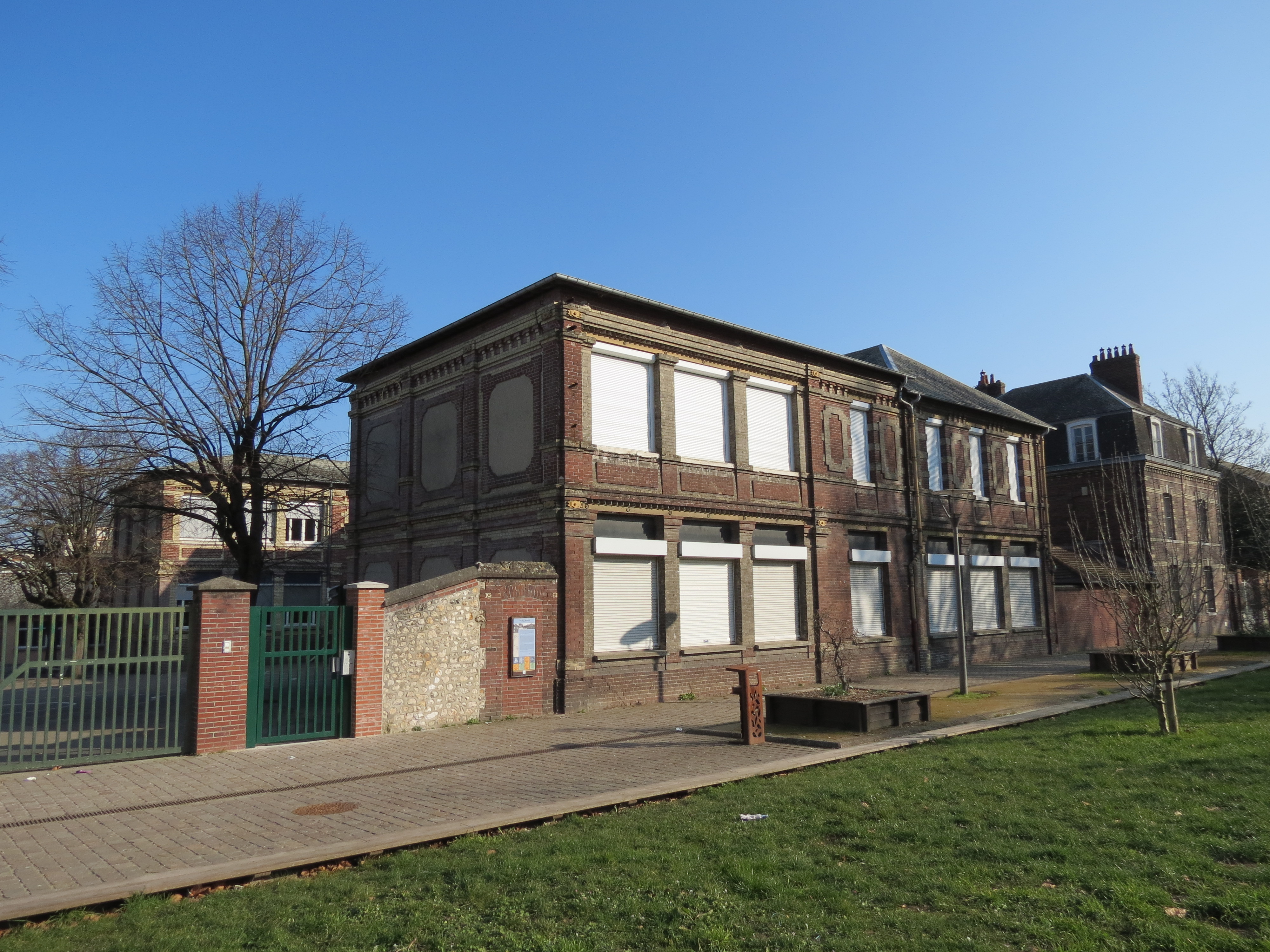
小克维伊的一所学校

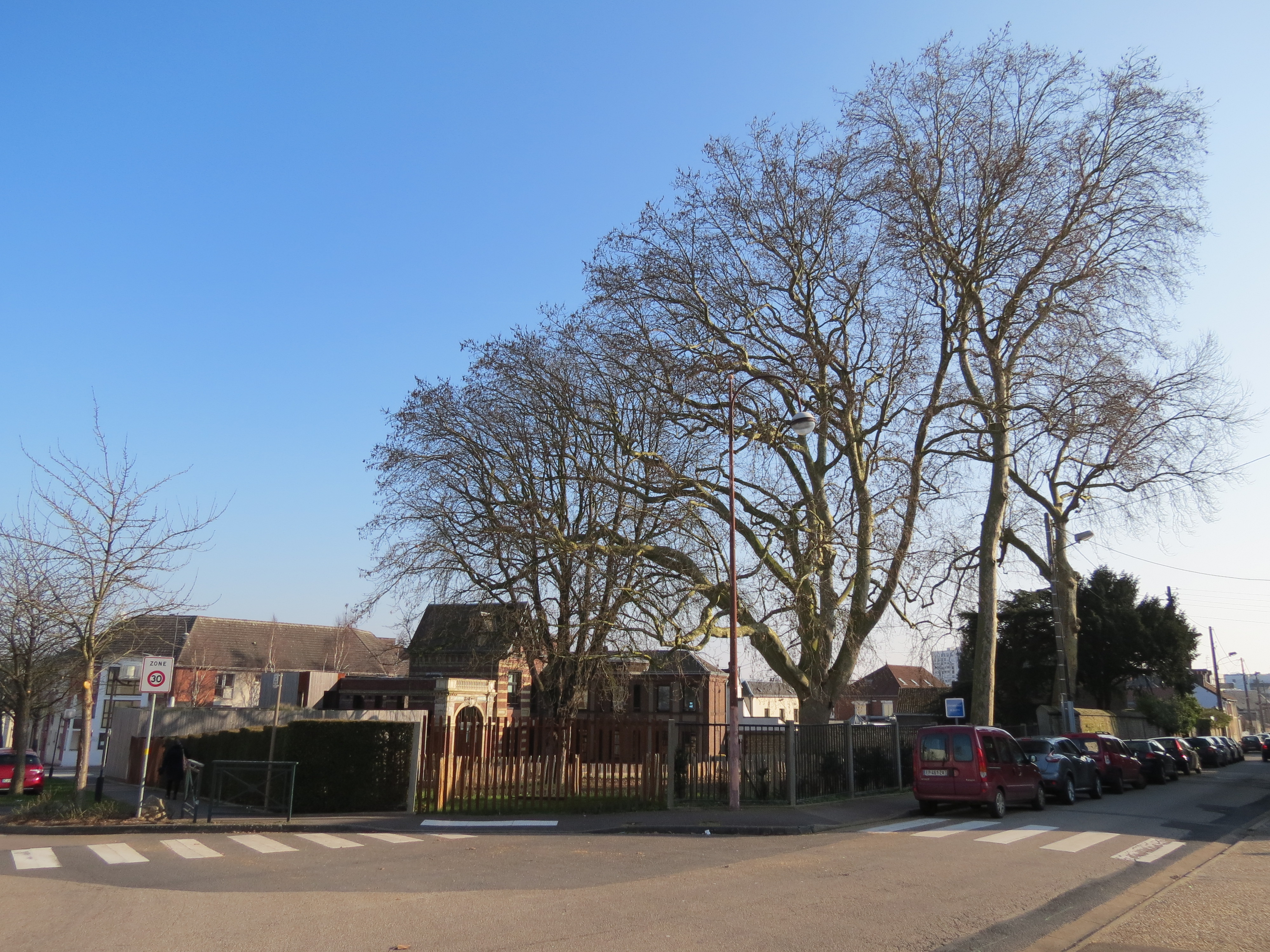
小克维伊街头

### 教育
小克维伊属于诺曼底学区。截止2020年1月1日，小克维伊境内共有8所幼儿园、7所小学、2所初级中学和4所职业高中。2018至2019学年度，小克维伊境内共有在校中等教育阶段学生754名。

### 医疗
截止2020年1月1日，小克维伊境内共有全科医生16名、保健师10名、牙医2名、护士24名、皮肤科医生3名和助产士3名。境内共有药房7家、养老院2家、残疾人帮扶中心2家。
小克维伊是鲁昂大学中心医院的服务范围，后者是法国的一个区域性医疗机构及教学医院，其主病区“夏尔·尼科勒医院”（Hôpital Charles-Nicolle）位于鲁昂市区东部，距离小克维伊市区的正常车程在15分钟以内，该院设有床位1,253个，是当地规模最大的公立综合性医院。

### 住房
2018年，小克维伊境内共有各类住房11,324套，其中42.8%为独立式居民区，56.7%为集中式居民区。常住房屋占小克维伊市镇范围内居民建筑总量的88.5%。
在住房保障政策方面，2020年，小克维伊境内共有3,573户家庭获得了住房经济补助，受益人数占总人口数量的16%，其中3,465份为房租补助。

### 商业
2019年，小克维伊境内共有各类实体商铺498家，其中餐厅79家、大型超市4家、杂货店17家、面包房13家、肉铺7家、书店2家、装饰品店1家、银行门店10家、美容美发店29家、汽车维修店31家。镇中心建有一家家乐福购物超市。

### 体育
2020年，小克维伊境内共有1家游泳池、5间体育馆、4座综合体育场、6处网球场、1处马术场以及5处足球或橄榄球场。
截至2022年6月，小克维伊境内共有四家注册足球俱乐部。克维伊鲁昂体育俱乐部（编号531562）是当地的代表性足球队，成立于1902年，其主队2022至2023赛季参加法国足球甲级联赛，其主场为位于市区东部的罗贝尔·迪奥雄球场。

### 环境
小克维伊的环境事务由其所属的鲁昂诺曼底都会区负责。2019年，小克维伊境内共有12家污染企业。

### 治安
2019年，小克维伊市镇范围内有1处派出所。
小克维伊所在地是鲁昂-埃尔伯夫警区（zone police de Rouen Elbeuf）的管辖范围。2020年，该警区辖区内共34个市镇累计发生各类案件24,676起，其中盗窃类案件13,779起，经济类案件3,474起，毒品交易类案件877起。

## 文化
2020年，小克维伊境内有1家剧场。小克维伊市政府提供弗朗索瓦·特吕福市政图书馆（Bibliothèque Municipale François-Truffaut），每周二至六向公众开放。

### 建筑
小克维伊境内有多处历史建筑，其中帕多瓦圣安托万教堂、圣朱利安小教堂等为法国国家文物保护单位，教堂则是当地的地标性建筑物。

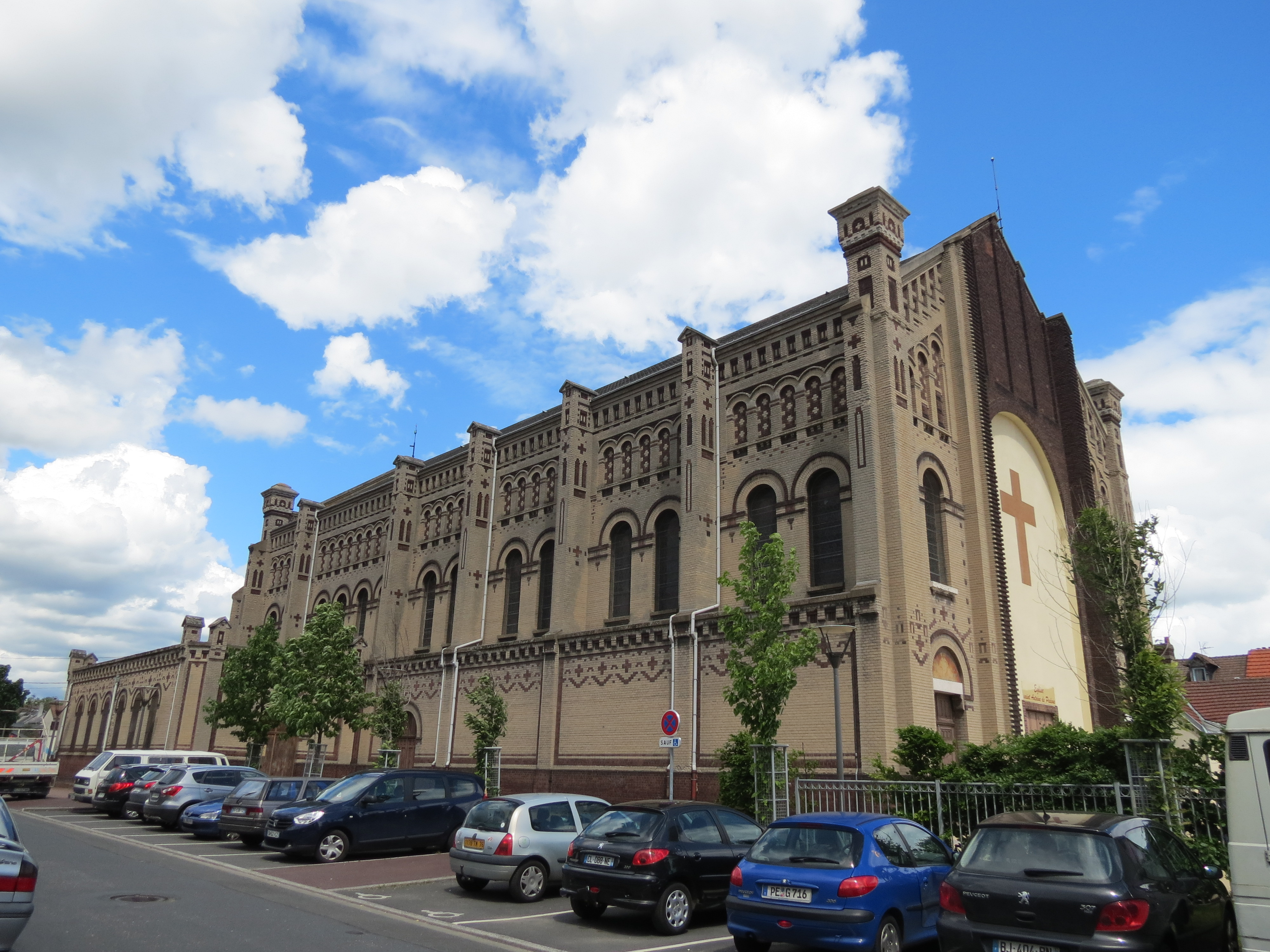
帕多瓦圣安托万教堂（法语：Église Saint-Antoine-de-Padoue du Petit-Quevilly）
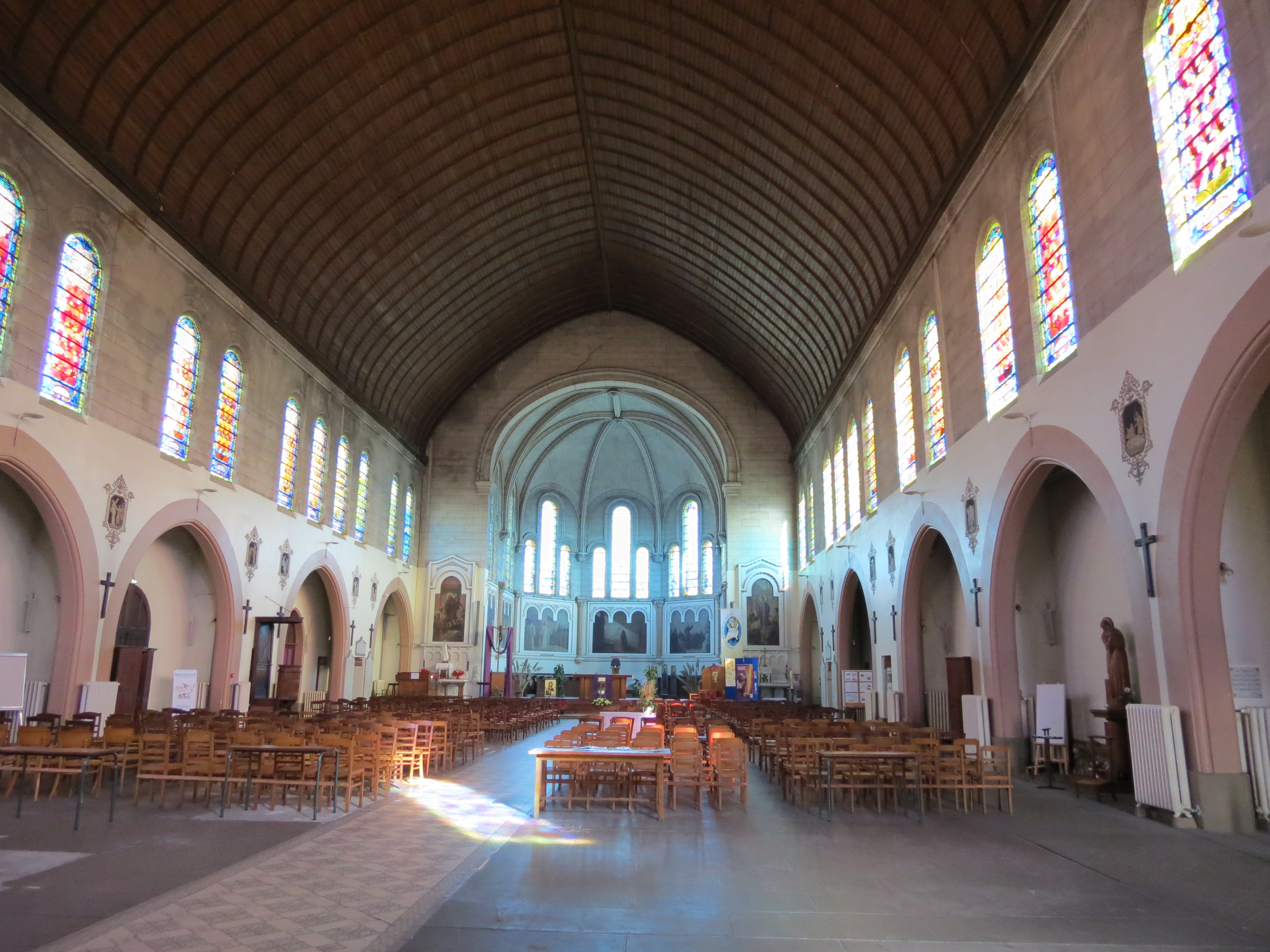
圣安托万教堂大厅
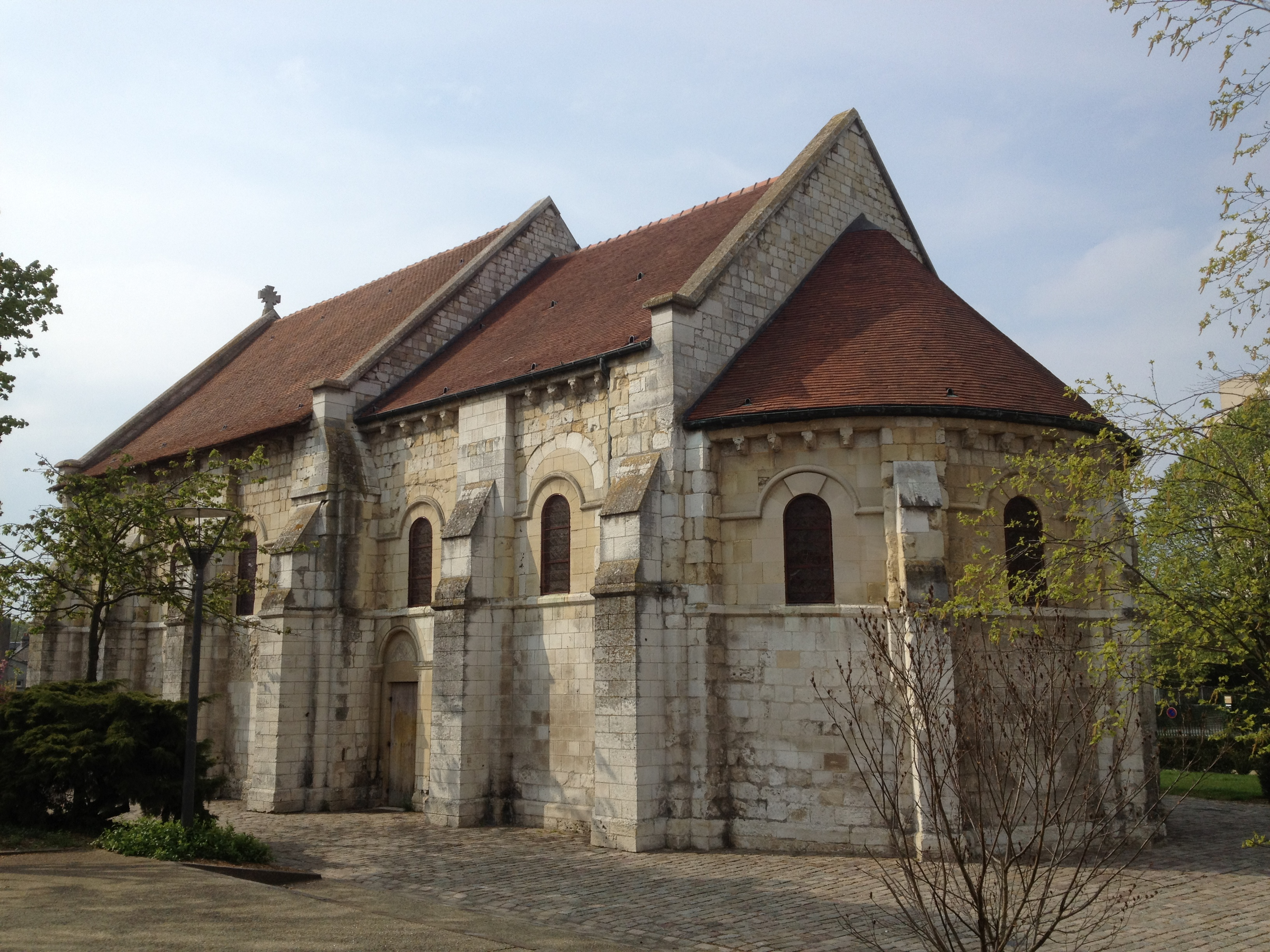
圣朱利安小教堂（法语：Chapelle Saint-Julien (Le Petit-Quevilly)）
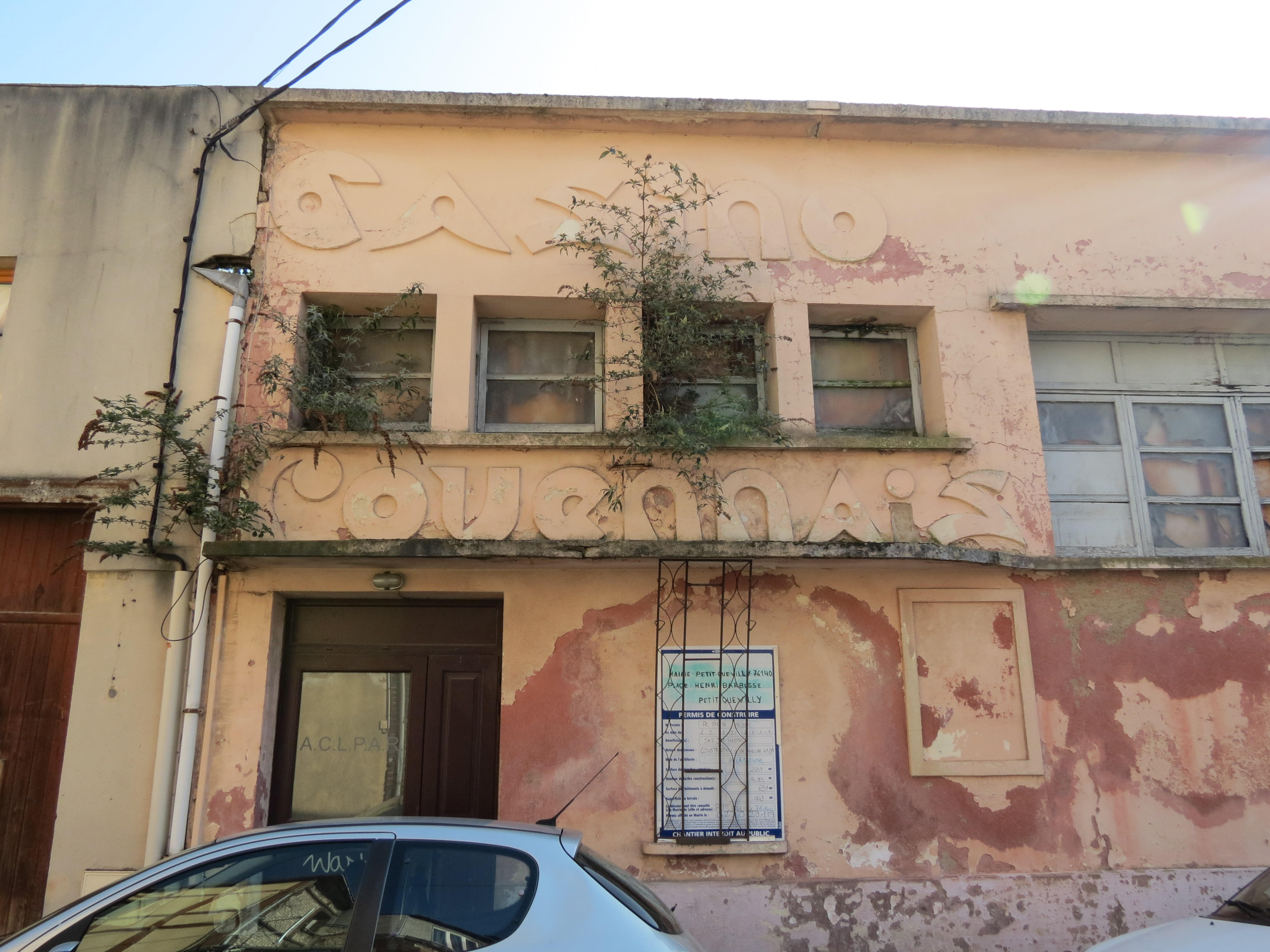
赌场旧址
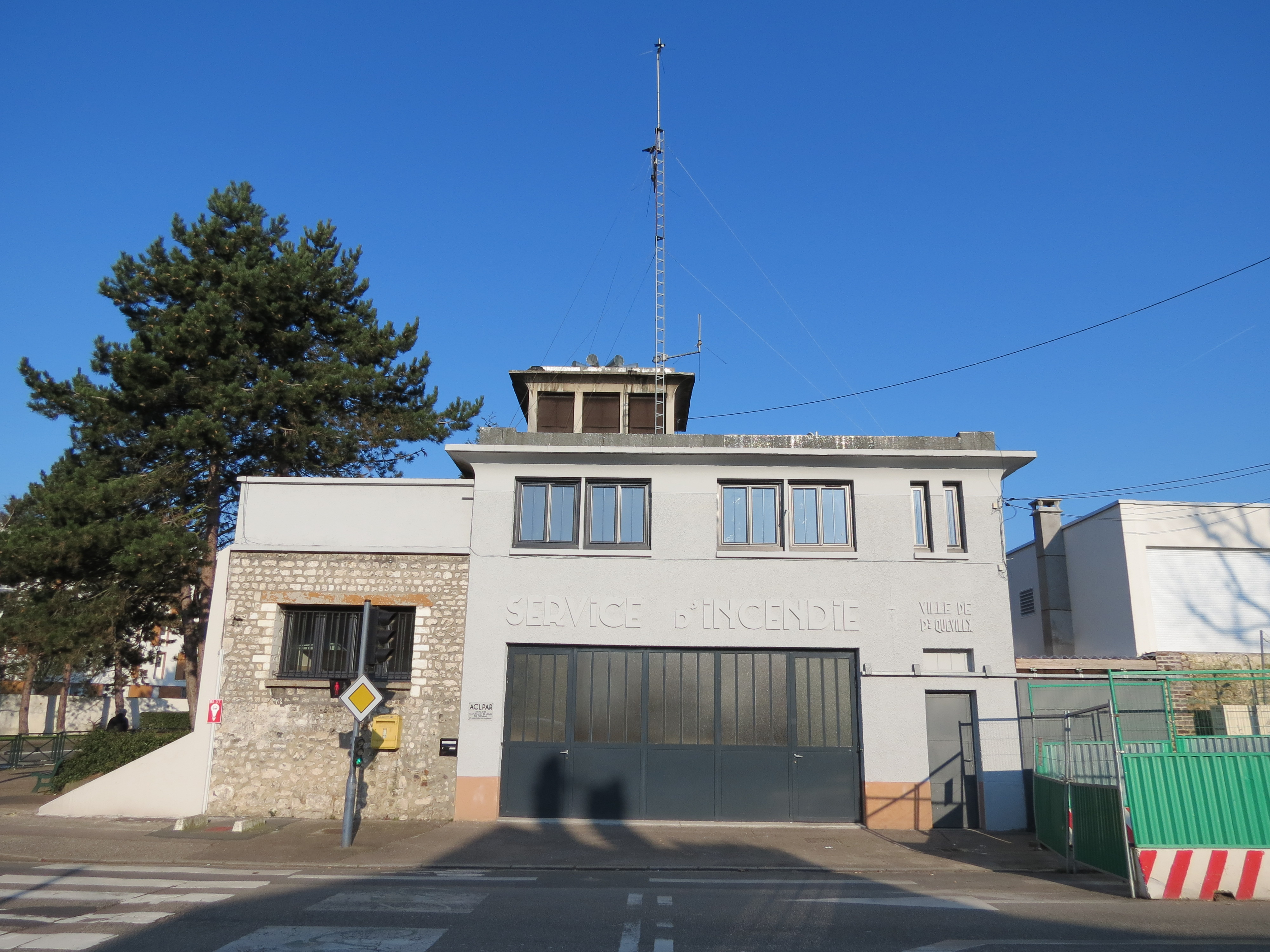
消防队旧址
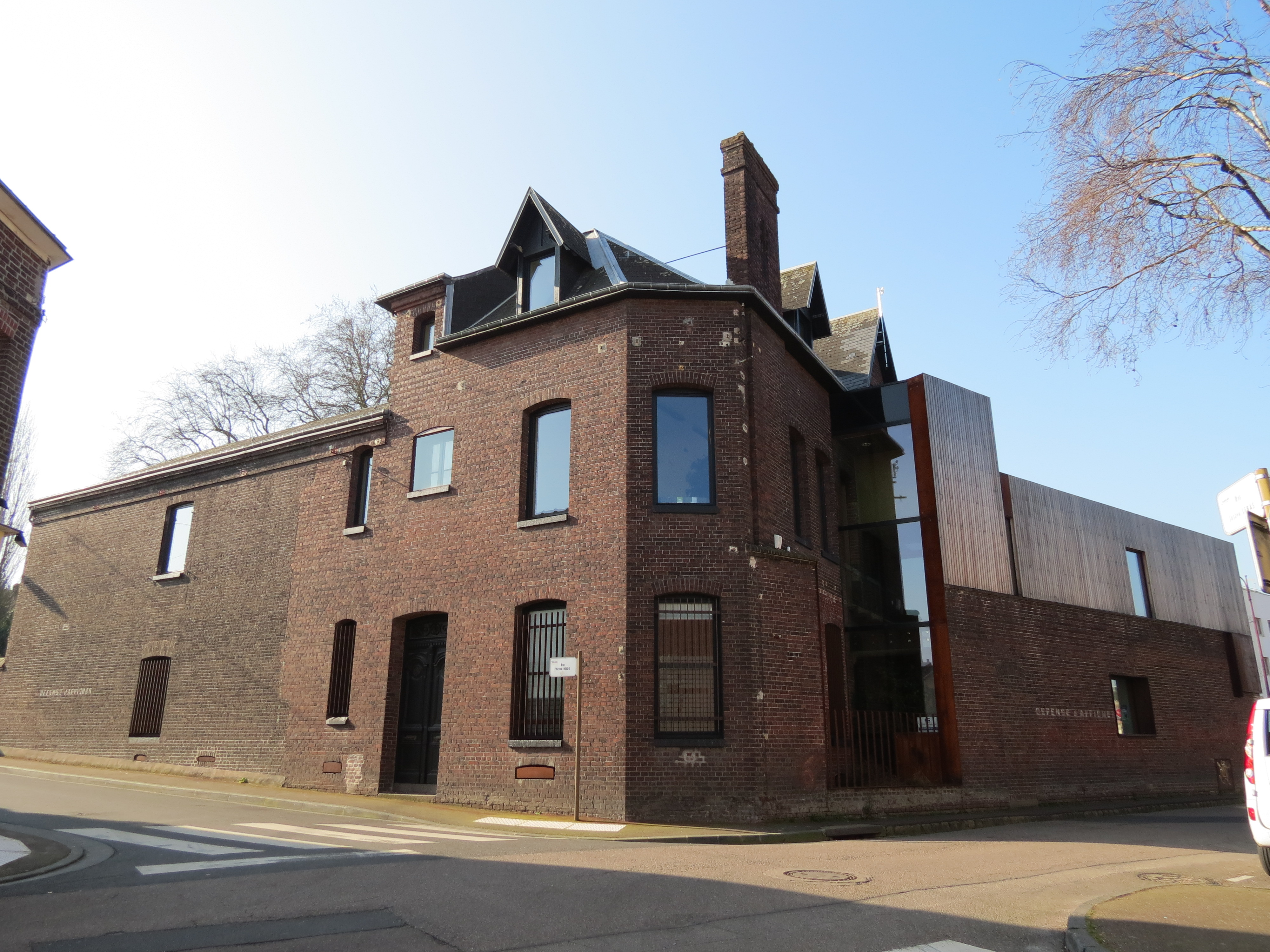
一处工厂厂房
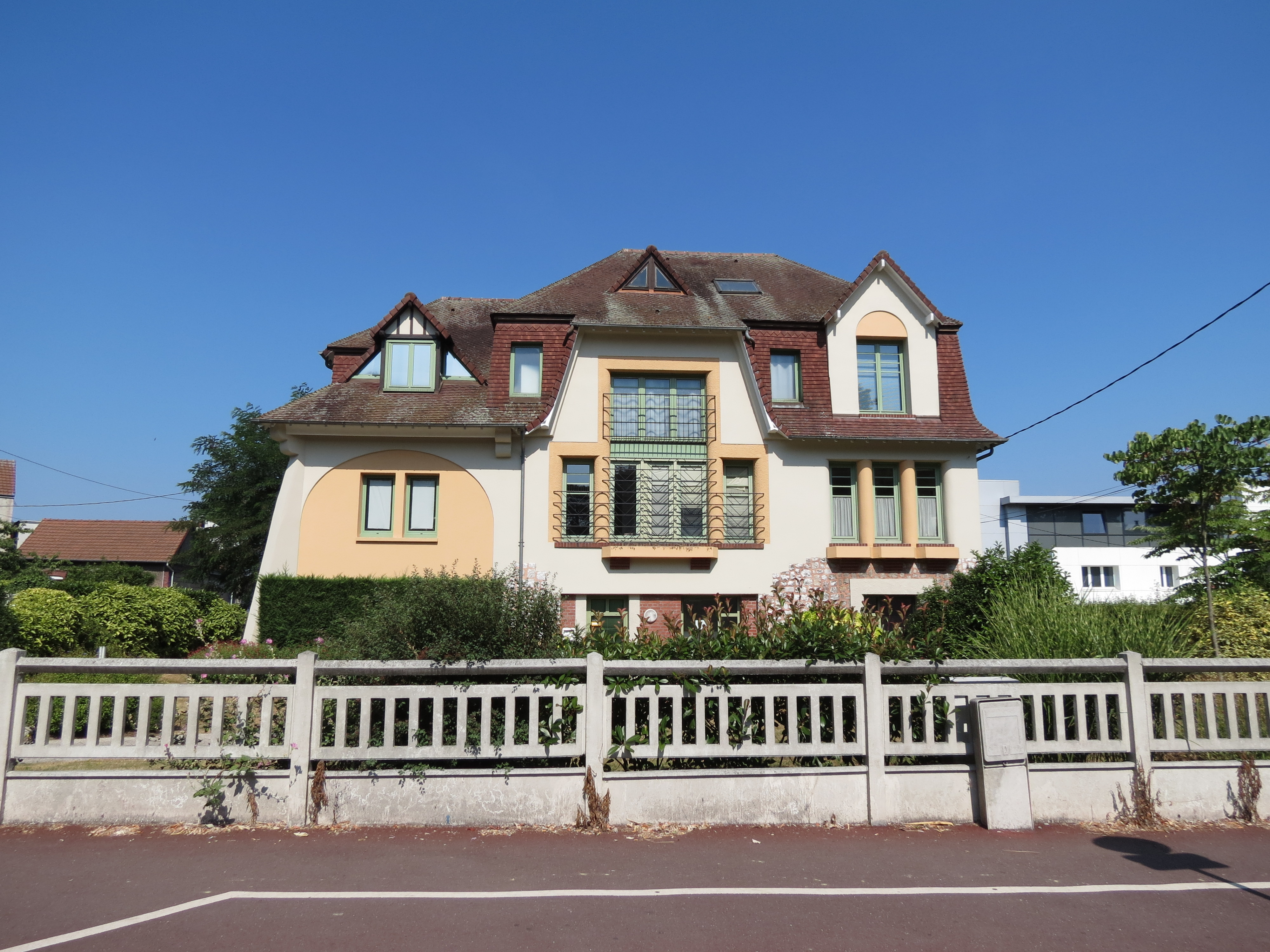
传统民居

### 旅游
小克维伊的旅游事务由其所属的鲁昂诺曼底都会区负责。2021年，小克维伊境内共有2家酒店共计115间房间。

### 媒体
法国主要的媒体均可在小克维伊接收，法国电视三台下属的诺曼底大区频道在部分时段播出小克维伊所属区域的地方新闻。《巴黎-诺曼底报》、《埃尔伯夫日报》、蓝色法兰西鲁昂诺曼底广播等是当地主要的地方性媒体。

## 友好城市
截至2022年6月，小克维伊共与两座城市互为友好城市关系：
- 德国 普雷姆尼茨
- 葡萄牙 圣马里尼亚